# Saurer BLDPL3
Saurer BLDPL3, to autobus miejski, produkowany przez szwajcarską firmę Adolphe Saurer S.A. Dzięki specjalnie obniżonym podłużnicom w przedniej części pojazdu oraz wygięciu ramy linia podłogi została znacznie obniżona. Autobusy zaopatrzone były m.in. w dwie pary harmonijkowych drzwi umożliwiających sprawne wsiadanie i wysiadanie. Charakterystyczną cechą tych pojazdów było umieszczenie koła zapasowego na tylnej ścianie nadwozia.